# Lucas Wolf
Lucas Wolf (ur. 6 września 1994 w Heidelberg) – niemiecki kierowca wyścigowy.

## Kariera
Lucas karierę rozpoczął w roku 2007, od startów w kartingu. W 2010 roku zadebiutował w serii wyścigów samochodów jednomiejscowych – Formule ADAC Masters. Reprezentując ekipę URD Rennsport, Wolf jedenastokrotnie sięgał po punkty, najlepsze wyniki osiągając w ostatniej rundzie sezonu, na torze w Oschersleben, gdzie dwukrotnie dojechał na czwartej lokacie, natomiast w ostatnim wyścigu zajął najniższy stopień podium.
W drugim roku współpracy Niemiec poprawił swe wyniki, będąc piętnastokrotnie w czołowej piętnastce, z czego trzykrotnie na podium. Na holenderskim torze w Assen dwukrotnie dojechał na drugiej lokacie, natomiast na Hockenheimringu zwyciężył w ostatnim starcie sezonu. Pomimo różnicy w progresie Lucas dwukrotnie rywalizację ukończył na 8. miejscu.
W sezonie 2012 Wolf awansował z niemiecką ekipą do Formuły 3 Euroseries oraz Europejskich Mistrzostw Formuły 3. Jeżdżąc w zespole URD Rennsport jedynie w Euro Series był w stanie stanąć na podium. Obie serie zakończył ostatecznie na 11 pozycji w klasyfikacji generalnej.
Na sezon 2013 przedłużył kontrakt z niemiecką ekipą URD Rennsport na starty w Europejskiej Formule 3. Raz stanął na podium. Z dorobkiem 28 punktów ukończył sezon na osiemnastej pozycji w klasyfikacji generalnej.

## Statystyki
| Sezon | Seria                                 | Zespół                | Wyścigi | Zwycięstwa | PP | NO | Podium | Punkty | Pozycja |
| ----- | ------------------------------------- | --------------------- | ------- | ---------- | -- | -- | ------ | ------ | ------- |
| 2010  | Formuła ADAC Masters                  | URD Rennsport         | 21      | 0          | 0  | 0  | 1      | 67     | 8       |
| 2011  | Formuła ADAC Masters                  | URD Rennsport         | 24      | 1          | 0  | 0  | 3      | 117    | 8       |
| 2012  | Formuła 3 Euro Series                 | URD Rennsport         | 24      | 0          | 0  | 0  | 1      | 36     | 11      |
| 2012  | Europejska Formuła 3                  | URD Rennsport         | 18      | 0          | 0  | 0  | 0      | 19     | 11      |
| 2012  | Grand Prix Makau                      | URD Rennsport         | 1       | 0          | 0  | 0  | 0      | N/A    | NS      |
| 2013  | Europejska Formuła 3                  | URD Rennsport         | 29      | 0          | 0  | 0  | 1      | 28     | 18      |
| 2013  | Malaysia Merdeka Endurance Race - GT3 | PETRONAS Syntium Team | 1       | 0          | 1  | 0  | 0      | N/A    | NS      |
| 2013  | Grand Prix Makau                      | URD Rennsport         | 1       | 0          | 0  | 0  | 0      | N/A    | 20      |
| 2014  | Blancpain Endurance Series - Pro Cup  | HTP Motorsport        | 3       | 0          | 0  | 0  | 1      | 29     | 15      |
| 2014  | Blancpain Sprint Series               | HTP Motorsport        | 6       | 0          | 0  | 0  | 0      | 10     | 17      |